# Peter Wirnsberger
Peter Wirnsberger, né le 13 septembre 1958 à Vordernberg, est un ancien skieur alpin autrichien.

## Palmarès

### Jeux olympiques
| Édition / Épreuve   | Descente | Super G                          | Slalom géant | Slalom | Combiné                          |
| ------------------- | -------- | -------------------------------- | ------------ | ------ | -------------------------------- |
| JO 1980 Lake Placid | Argent   | Épreuve inexistante à cette date | —            | —      | Épreuve inexistante à cette date |

### Championnats du monde
| Édition / Épreuve                    | Descente | Super G                          | Slalom géant | Slalom | Combiné |
| ------------------------------------ | -------- | -------------------------------- | ------------ | ------ | ------- |
| Mondiaux 1978 Garmisch-Partenkirchen | 19e      | Épreuve inexistante à cette date | —            | —      | —       |
| JO 1980 Lake Placid                  | Argent   | Épreuve inexistante à cette date | —            | —      | —       |
| Mondiaux 1982 Schladming             | 12e      | Épreuve inexistante à cette date | —            | —      | —       |
| Mondiaux 1985 Bormio                 | 9e       | Épreuve inexistante à cette date | —            | —      | —       |
| Mondiaux 1989 Vail                   | 8e       | —                                | —            | —      | —       |
| Mondiaux 1991 Saalbach               | 10e      | —                                | —            | —      | —       |

### Coupe du monde
- Meilleur résultat au classement général : 8e en 1986
  - Vainqueur de la coupe du monde de descente en 1986
  - 8 victoires : 8 descentes
  - 27 podiums

#### Différents classements en Coupe du monde
| Année/Classement | Année/Classement | Général | Général | Descente | Descente | Slalom | Slalom | Super-G | Super-G | Combiné | Combiné |
| ---------------- | ---------------- | ------- | ------- | -------- | -------- | ------ | ------ | ------- | ------- | ------- | ------- |
| Année/Classement | Année/Classement | Class.  | Points  | Class.   | Points   | Class. | Points | Class.  | Points  | Class.  | Points  |
| 1977             | 1977             | 24e     | 37      | 8e       | 35       | -      | -      | -       | -       | -       | -       |
| 1978             | 1978             | 17e     | 39      | 8e       | 43       | -      | -      | -       | -       | -       | -       |
| 1979             | 1979             | 15e     | 72      | 2e       | 89       | 48e    | 2      | -       | -       | -       | -       |
| 1980             | 1980             | 19e     | 58      | 6e       | 63       | -      | -      | -       | -       | -       | -       |
| 1981             | 1981             | 18e     | 73      | 4e       | 73       | -      | -      | -       | -       | -       | -       |
| 1982             | 1982             | 23e     | 53      | 8e       | 53       | -      | -      | -       | -       | -       | -       |
| 1983             | 1983             | 43e     | 32      | 17e      | 32       | -      | -      | -       | -       | -       | -       |
| 1984             | 1984             | 35e     | 45      | 12e      | 45       | -      | -      | -       | -       | -       | -       |
| 1985             | 1985             | 9e      | 110     | 3e       | 80       | -      | -      | -       | -       | 6e      | 31      |
| 1986             | 1986             | 8e      | 148     | 1er      | 120      | -      | -      | -       | -       | 11e     | 28      |
| 1987             | 1987             | 21e     | 57      | 9e       | 57       | -      | -      | 26e     | 8       | -       | -       |
| 1988             | 1988             | 41e     | 27      | 17e      | 25       | -      | -      | 28e     | 2       | -       | -       |
| 1989             | 1989             | 13e     | 89      | 5e       | 89       | -      | -      | -       | -       | -       | -       |
| 1990             | 1990             | 39e     | 34      | 11e      | 34       | -      | -      | -       | -       | -       | -       |
| 1991             | 1991             | 45e     | 26      | 14e      | 26       | -      | -      | -       | -       | -       | -       |
| 1992             | 1992             | 72e     | 79      | 26e      | 79       | -      | -      | -       | -       | -       | -       |

#### Détail des victoires
| Saison / Épreuve | Descente                              | Total |
| 1979             | Garmisch Lake Placid                  | 2     |
| 1980             | Val d'Isère                           | 1     |
| 1985             | Wengen II                             | 1     |
| 1986             | Val Gardena Schladming Kitzbühel (X2) | 4     |
| Total            | 8                                     | 8     |

### Arlberg-Kandahar
- Vainqueur de la descente 1979 à Garmisch.